# Stomatium agninum
Stomatium agninum är en isörtsväxtart som först beskrevs av Adrian Hardy Haworth, och fick sitt nu gällande namn av Schwant. Stomatium agninum ingår i släktet Stomatium och familjen isörtsväxter. Inga underarter finns listade i Catalogue of Life.